# Барсау де Сус (Сату Маре)
Барсау де Сус (рум. Bârsău de Sus) насеље је у Румунији у округу Сату Маре. Oпштина се налази на надморској висини од 194 m.

## Становништво
Према подацима из 2002. године у насељу је живело 1835 становника, од којих су сви румунске националности.